# Архива Шерлока Холмса
Архива Шерлока Холмса (енгл. The Case-Book of Sherlock Holmes) је последња збирка приповедака о Шерлоку Холмсу које је написао Артур Конан Дојл, први пут објављена 1927. године. Приче су испрва објављиване у британском часопису Strand Magazine у периоду од октобра 1921. до априла 1927. године.

## Историја ауторских права и изазови
Ауторска права за Дојлове приче о Шерлоку Холмсу истекла су 1980. у Канади и Уједињеном Краљевству. У Сједињеним Државама, две приповетке из Архиве Шерлока Холмса, „Станарка под велом” и „Замак Шоскомб”, била су последња два Дојлова дела о Шерлоку Холмсу која су била заштићена ауторским правима. Оне су ушле у јавно власништво 1. јануара 2023. године, годину дана након 95. годишњице објављивања прича.
Conan Doyle Estate Ltd. је тврдио да је поседовао америчка ауторска права. Компанија је имала веб страницу на којој је излагала ставове о другим подносиоцима тих права.
Како се 2013. ближила крају, Окружни суд Сједињених Држава за северни округ Илиноиса донео је пресуду о заштити ауторских права, не за саме приче, већ за ликове Холмса и Вотсона. Оптужени у предмету је Conan Doyle Estate Ltd. Тужилац је био познати уредник прича о Холмсу и адвокат у области забаве у Лос Анђелесу, Лесли С. Клингер. У случају Клингер против The Conan Doyle Estate Ltd, суд је пресудио да су ликови Холмса и Вотсона, већ описани у „елементима приче” који потичу из већине приповедака — оних објављених пре 1924. године — у јавном власништву.

## Књижевни значај и пријем
Иако су неке од прича упоредиве са Дојловим ранијим радовима, ова збирка се често сматра мањим уносом у канону Шерлока Холмса. Кајл Фриман, аутор увода у Комплетном Шерлоку Холмсу, такође сугерише да „Мазаренов драгуљ” и „Три забата” можда нису дела Конана Дојла, наводећи да „скоро ништа у делима „Мазаренов драгуљ” и „Три забата” нема истински печат Конан Дојловог стила о њима.”
Два аутора написала су романе користећи Шерлока Холмса као лика, британски писац Дејвид Стјуарт Дејвис и амерички писац и редитељ Николас Мајер. Дејвис је прокоментарисао да „Човек који пузи” „скреће ка смешној научној фантастици”. У његовом роману Седмопроцентно решење из 1974. године, Вотсон тврди да су овај запис, као и три друга из Архиве („Мазаренов драгуљ”, „Три забата” и „Лавља грива”), неистинити.
Дејвид Тимсон је дао примедбу на нову еру 1920-их у уводу Архиве Шерлока Холмса: „Чини се, дакле, невероватно да је нова серија прича о Шерлоку Холмсу требало да се појави тек 1920-их. Али упркос томе што су 1920-е биле доба џеза и шипарица, где су ствари као што су телефони, електрично светло, електрична звона, моторни аутомобили и грамофони постајали уобичајени, феномен Шерлока Холмса није показивао знаке опадања. Приче, упркос томе што су углавном биле смештене у ране 1900-е, и даље су се жељно читане као и увек. Заиста, модерна технологија је охрабривала Холмсову популарност. До 1921. индустрија немог филма у развоју већ је имала 15 адаптација Шерлока Холмса на својом репертоару, укључујући дугометражног Баскервилског пса. Између 1921. и 1927. Конан Дојл се поново вратио свом великом стваралаштву са још 12 прича које су прво објављене у часопису The Strand, а затим су заједнички објављене као Архива Шерлока Холмса 1927. године.”
Препознајући да су неки рецензенти закључили да кратке приче у овој колекцији не личе на стил Конана Дојла, Тимсон сугерише да „у овим причама, Конан Дојл делује као да се бори да пронађе нови наративни стил. Девет их описује Вотсон што би читаоци и очекивали, али једна је испричана у трећем лицу, а две приповеда сам Холмс. Вотсон се труди у уводном наративу „Проблема моста Тор” да објасни промену: ‘У неким [случајевима] сам био укључен и могу да говорим као сведок, док у другима ја или нисам био присутан или сам играо толико малу улогу да су могли бити испричани само путем треће особе.’ Борба Конана Дојла да означи промене у ономе што је за њега постала заморна формула одражавала је његово лично књижевно путовање: није био вољан да пише белетристику до 1920-их с обзиром на своју посвећеност спиритуализму.”
Доктор Вотсон не приповеда три приче из збирке, за разлику од већине прича о Шерлоку Холмсу. „Мазаренов драгуљ” је испричан у трећем лицу, будући да је адаптиран из позоришне представе у којој се Вотсон једва појављивао. Приповетке „Бледи војник” и „Лавља грива” приповеда сам Холмс, а радња је смештена након његовог пензионисања.

## Адаптације
Неки серијали су садржали адаптације свих прича из књиге Архива Шерлока Холмса, укључујући радио-серију Авантуре Шерлока Холмса (1930–1936) и каснију радио-серију Нове авантуре Шерлока Холмса (1939–1950). Све приче осим две у збирци су драматизоване за радио као део радио-серије Шерлок Холмс (1952–1969).
Приповетке у збирци, осим прича „Бледи војник”, „Лавља грива” и „Трговац бојом”, адаптиране су у епизоде телевизијске серије Авантуре Шерлока Холмса (1984–1994). „Мазаренов драгуљ” и „Три забата” су комбиноване за једну епизоду, а елементи приче „Станарка под велом” су уграђени у адаптацију приповетке „Племенити нежења”. Архива Шерлока Холмса је адаптирана за BBC Radio 4 током 1994–1995. као део радио-серије Шерлок Холмс (1989–1998). Све приче у збирци адаптиране су као епизоде радио-серије Класичних авантура Шерлока Холмса (2005–2016). Постоје и многе друге адаптације прича у оквиру збирке.